# Nguyễn Ngọc Sự
Nguyễn Ngọc Sự (sinh 1957, Hải Dương) là doanh nhân nhà nước theo Kinh tế thị trường định hướng xã hội chủ nghĩa, chức vụ trước khi nghỉ hưu là Chủ tịch Hội đồng thành viên Tổng công ty Công nghiệp Tàu thủy.

## Tiểu sử
- Quá trình đào tạo: Cử nhân Tài chính, Đại học Tài chính Kế toán Hà Nội (1979). Tiến sĩ Tài chính – Tín dụng, Học viện Tài chính (2005)[1]
- Từ năm 1980-1988, ông Nguyễn Ngọc Sự là Kế toán trưởng Trường Cao đẳng đào tạo và cung ứng nhân lực Dầu khí.[2]
- Giai đoạn 1988-1992, ông Sự là Kế toán trưởng Viện Dầu khí Việt Nam.[2]
- Từ 1992-2008, ông là Kế toán trưởng của PVN.[2]
- Ông Nguyễn Ngọc Sự được bổ nhiệm Phó tổng giám đốc PVN từ năm 2008. Cho đến tháng 9/2010, ông được phân công phụ trách theo dõi, chỉ đạo công tác tài chính kế toán và kiểm toán của PVN, ông đồng thời là người đại diện phần vốn Nhà nước tại Ngân hàng thương mại cổ phần Đại Dương (OceanBank).
- Đến tháng 10/2010, ông Sự được điều động, bổ nhiệm sang giữ chức Chủ tịch HĐTV Tập đoàn Công nghiệp tàu thủy Việt Nam (Vinashin: xuống cấp 1.11.2013 thành Tổng công ty công nghiệp tàu thủy: SBIC) đến khi ông nghỉ hưu vào tháng 8/2017.

## Vụ án PVN&Ocean Bank
Ông Nguyễn Ngọc Sự bị cho là bị bỏ sót trong vụ án Đinh La Thăng và 6 đồng phạm. Viện Kiểm sát nhân dân Tối cao sau này nhận định, việc đánh giá hiệu quả kinh doanh của OceanBank trước khi PVN tham gia đầu tư góp vốn lần thứ nhất và thứ hai thuộc trách nhiệm của ông Nguyễn Ngọc Sự dẫn đến việc tập đoàn này mất trắng 800 tỷ đồng..
Ông Sự chỉ bị bắt ngày 25.1.2018 trong quá trình Cơ quan Cảnh sát điều tra - Bộ Công an (C46) điều tra giai đoạn II vụ án Hà Văn Thắm và đồng phạm. Chứng cứ xác định ông Nguyễn Ngọc Sự đã có hành vi lợi dụng chức vụ, quyền hạn trong việc sử dụng nguồn tiền của SBIC gửi vào Ngân hàng thương mại cổ phần Đại Dương (OceanBank) để một số cá nhân thuộc SBIC nhận, chiếm đoạt 105,583 tỷ đồng tiền ngoài lãi suất.